# Ruská imperátorská koruna

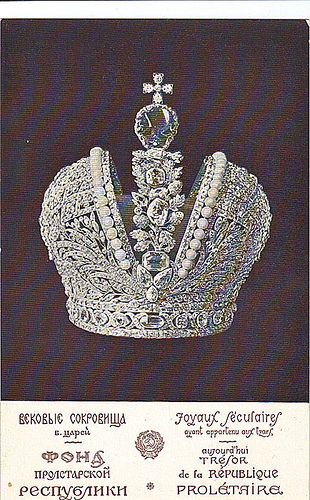
Fotografie koruny

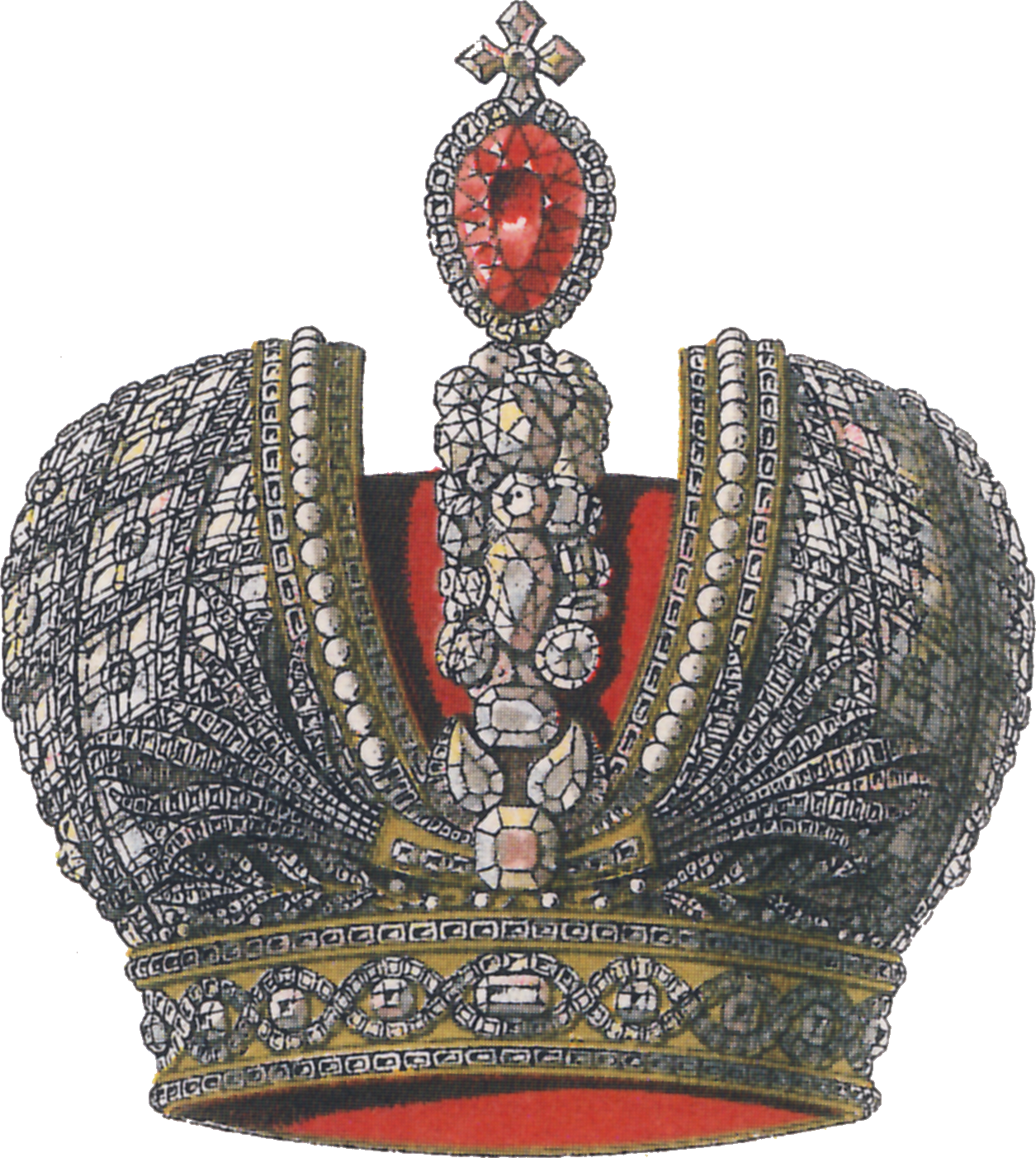
Obraz Velké imperátorské koruny

Velká carská koruna, ruského impéria (rusky Большая императорская корона), česky správně jen carská koruna je někdejší, v pořadí druhá oficiální koruna ruských carů, užívaná až do rozbití monarchie v roce 1917. 

## Podoba insignie
První carská koruna, tradicí spojovaná s Konstantinem Monomachem, byla čapka ze sobolí kožešiny, věnčená zlatou obroučkou s drahokamy. Po úpravách ze 16. a 17. století ji užívali Rurikovci a Romanovci až do vlády cara Petra Velikého. Dnes je vystavena ve Zbrojnici Moskevského kremlu. 
Nová carská koruna Romanovců byla určena pro korunovaci carevny Kateřiny II. Veliké roku 1762. Výroba byla zadána dvornímu carskému zlatníkovi Ekartovi (Экарт) a dvěma francouzským klenotníkům Jérômu Posierovi (Иеремий Позье) a J. F. Loubierovi. Pak v roce 1797 před korunovaci Pavla vyměnily 72 malých perel na 54 velkých indických perel. 
Tvarem je to typická císařská koruna v podobě mitry s kamarami. Jejím základem je stříbrný a zlatý korpus, vykládaný 4936 diamanty (2858 karátů), jejichž brilanci a třpyt podtrhují dvě řady velkých mořských perel s matným povrchem. Na vrcholu oblouku kamary je ve stříbře vsazený spinel o hmotnosti 398,72 karátů, který v roce 1676 Rusku věnoval čínský císař Kchang-si, a na něm je umístěn diamantový křížek. Nástavec kamary na obroučce zakrývá broušená aplika s listovými ornamenty, které se spojují s růžicovými ornamenty obou polokulových skořepin. Výška koruny i s křížkem je 27,5 cm, hmotnost 1907 gramů. 
Velkolepé vzezření koruny má kromě vnější krásy také skrytý význam. Zespodu zdobí klenbu polokoulí vavřínové listy jako symbol moci a slávy, a mezi polokoule do rytých girland jsou vloženy motivy dubových ratolestí a žaludy, symbolizující sílu a vytrvalost panovníka. Korunu završuje vzácný drahokam jasně červené barvy – spinel. 
Velkou carskou korunou byli korunováni všichni ruští imperátoři od roku 1762 do roku 1917. Naposledy byla použita ke korunovaci cara Mikuláše II. roku 1896. V současné době je uložena v Diamantovém fondu Ruské federace v klenotnici Moskevského kremlu.
Do roku 1918 byla koruna, nazývaná též Pavlova carská koruna, uschována v Korunní komnatě Zimního paláce v Petrohradu. Tamější Ermitáž vlastní miniatury carské koruny, zhotovené dvorním zlatníkem Karlem Fabergé.

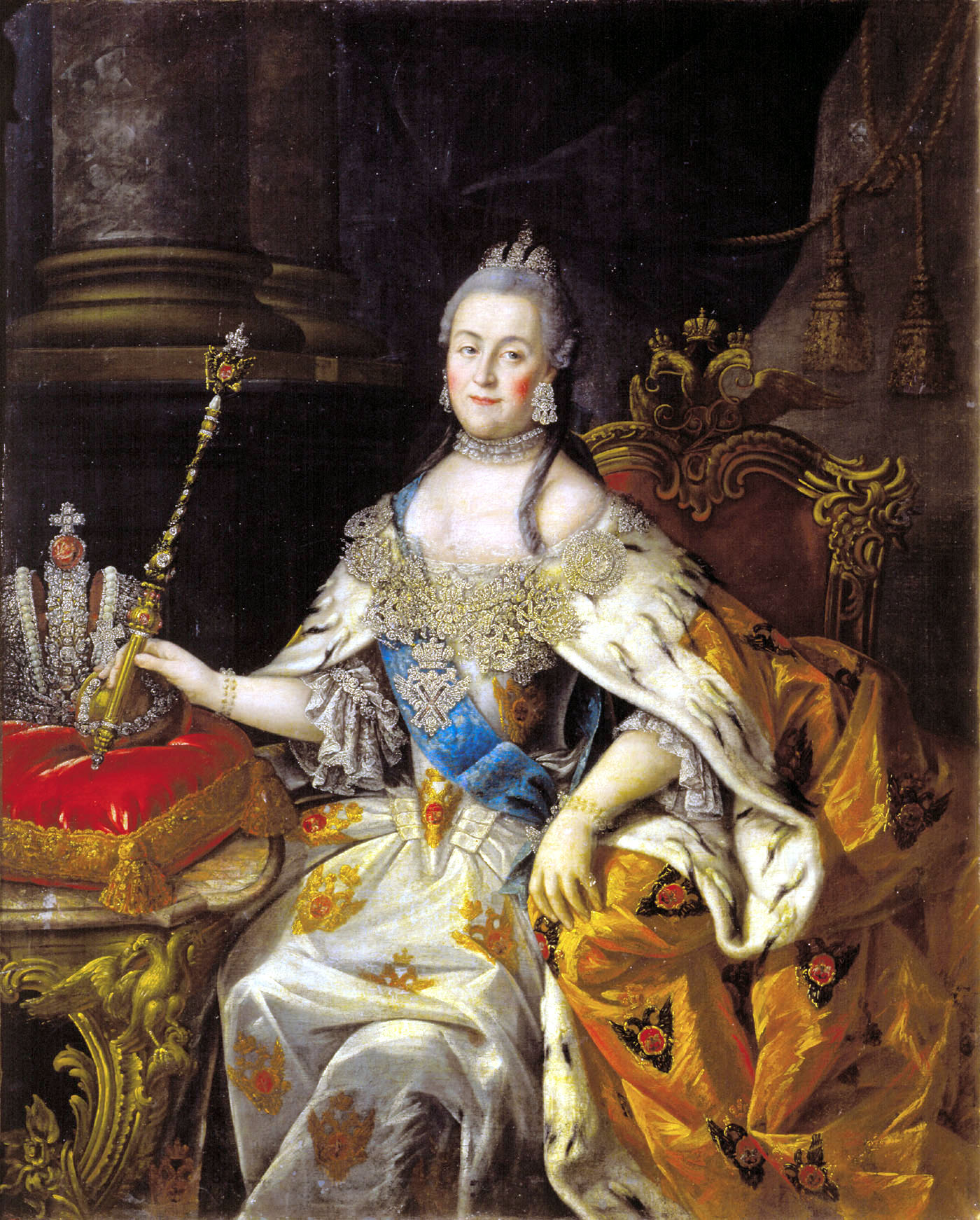
Kateřina Veliká s korunou po své pravici

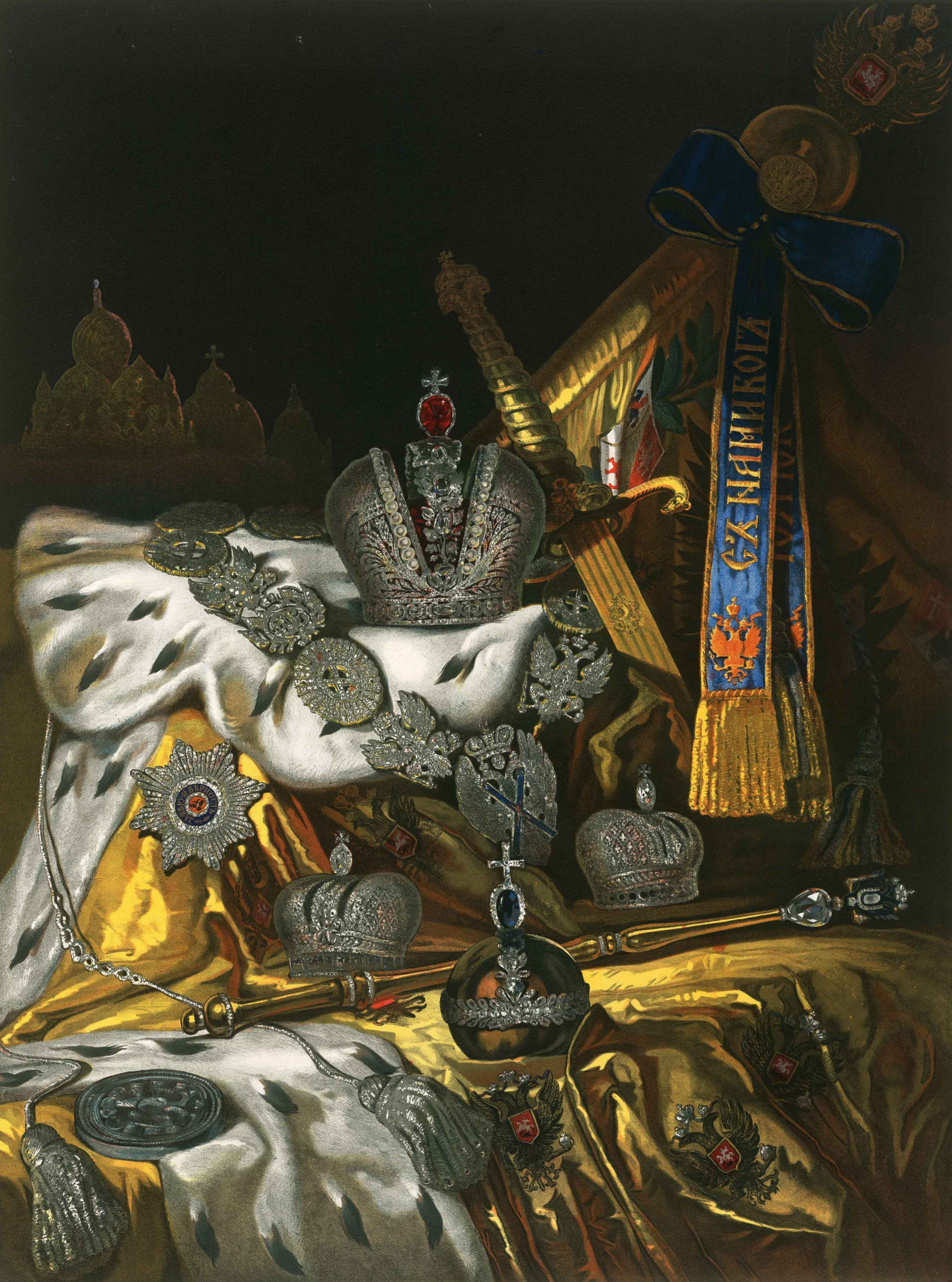
Velká imperátorská koruna jako součást regálií ruských imperátorů

## Koruna dynastie Rurikovců a prvních Romanovců
- Konstantin Monomach
- Ivan IV. Vasiljevič Hrozný (1533–1584), de facto vládl od 1547
- Fjodor I. Ivanovič (1584–1598, poslední z dynastie Rurikovců
- Boris Fjodorovič Godunov (1598–1605)
- Fjodor II. Borisovič (1605)
- Lžidimitrij I. (1605–1606)
- Vasilij IV. Ivanovič Šujskij (1606–1610)
- Michail I. Fjodorovič Romanov (1613–1645
- Fjodor Nikitič Romanov

- Alexej I. Michajlovič vládl společně s bratrem Petrem I.
- Petr I. Veliký

## Koruna dynastie Romanovců
Velkou carskou korunou byli korunováni carové Ruského impéria po roce 1762:
- Kateřina II. (1762)
- Pavel I. (1797)
- Alexandr I. (1801)
- Mikuláš I. (1826)
- Alexandr II. (1855)
- Alexandr III. (1883)
- Mikuláš II. (1896)

Naposledy byla Velká carská koruna ve státní záležitosti použita roku 1906 při slavnostním ceremoniálu otevření první ruské Státní dumy za účasti posledního cara Mikuláše II.
V současné době je Velká carská koruna uložena v Diamantovém fondu Ruské federace v Moskvě.

## Odraz v kultuře
O koruně carevny Kateřiny Veliké byl také natočen film Koruna Ruského impéria, aneb Opět nepolapitelní („Корона Российской империи, или Снова неуловимые“).